# Båt

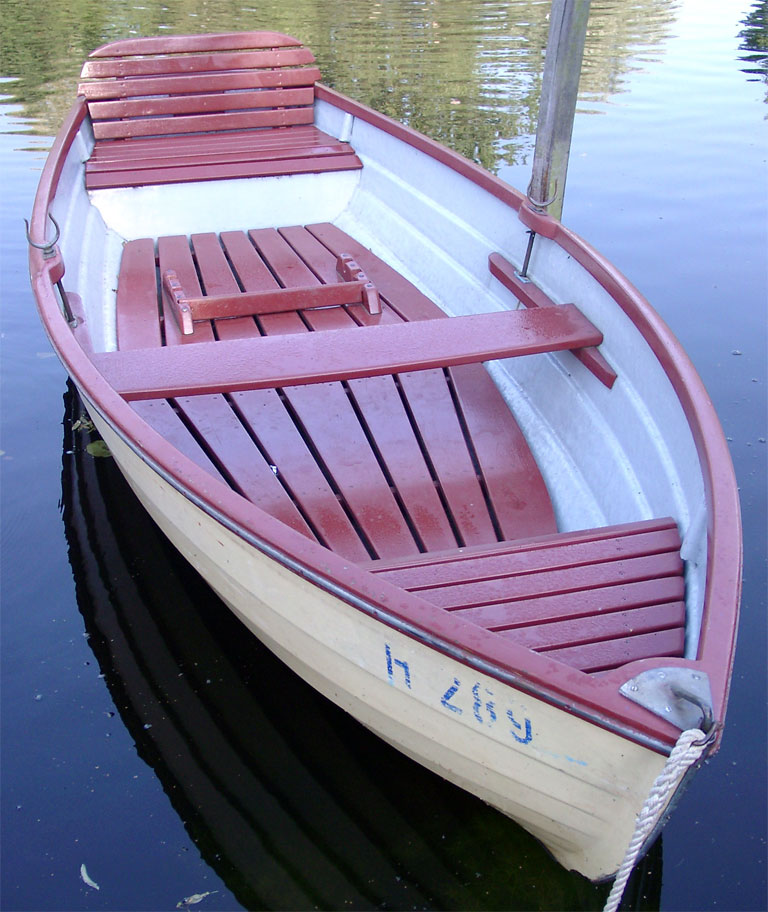
En roddbåt.

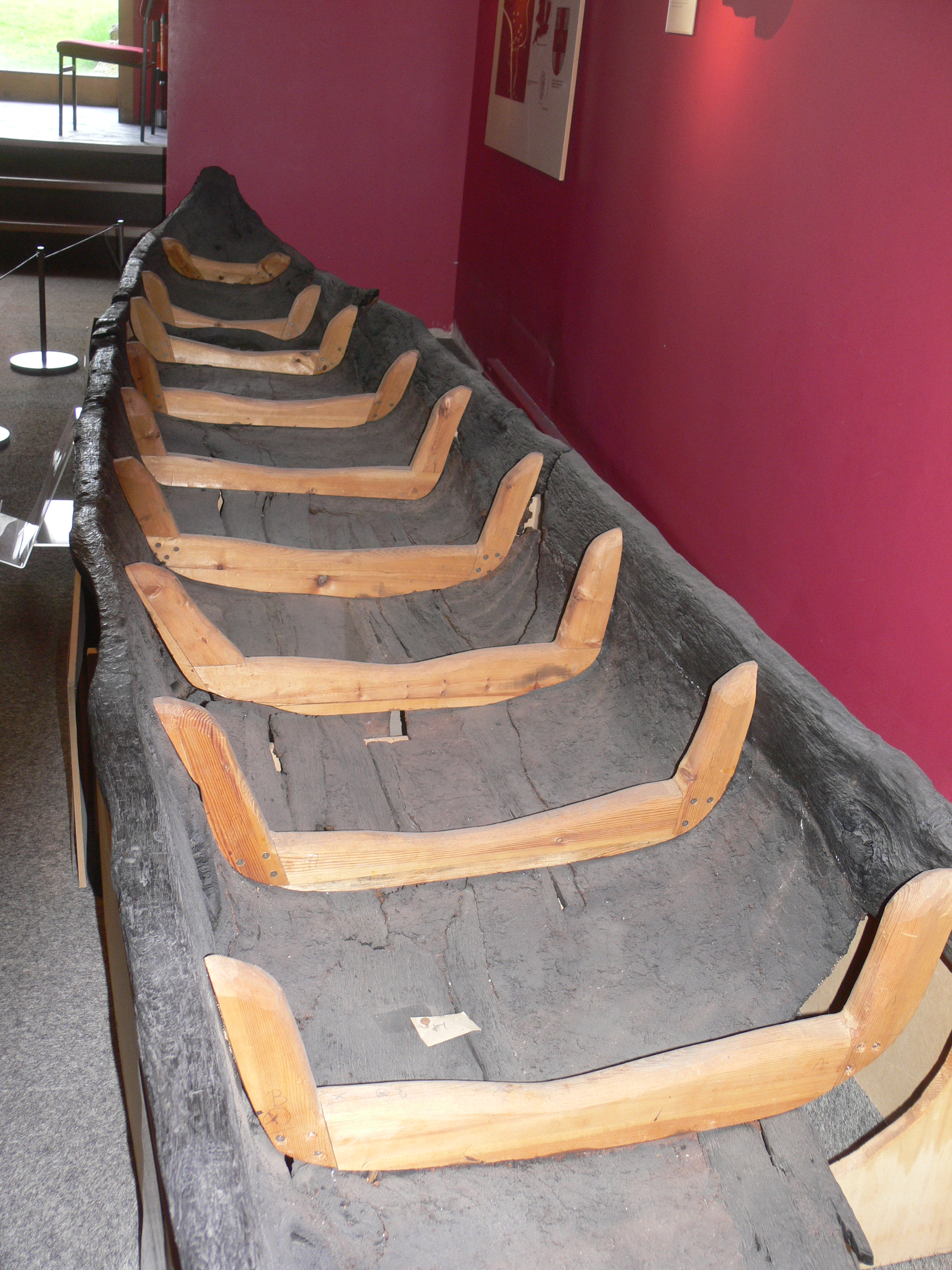
Stockbåt med spant, Yorkshire Museum i York

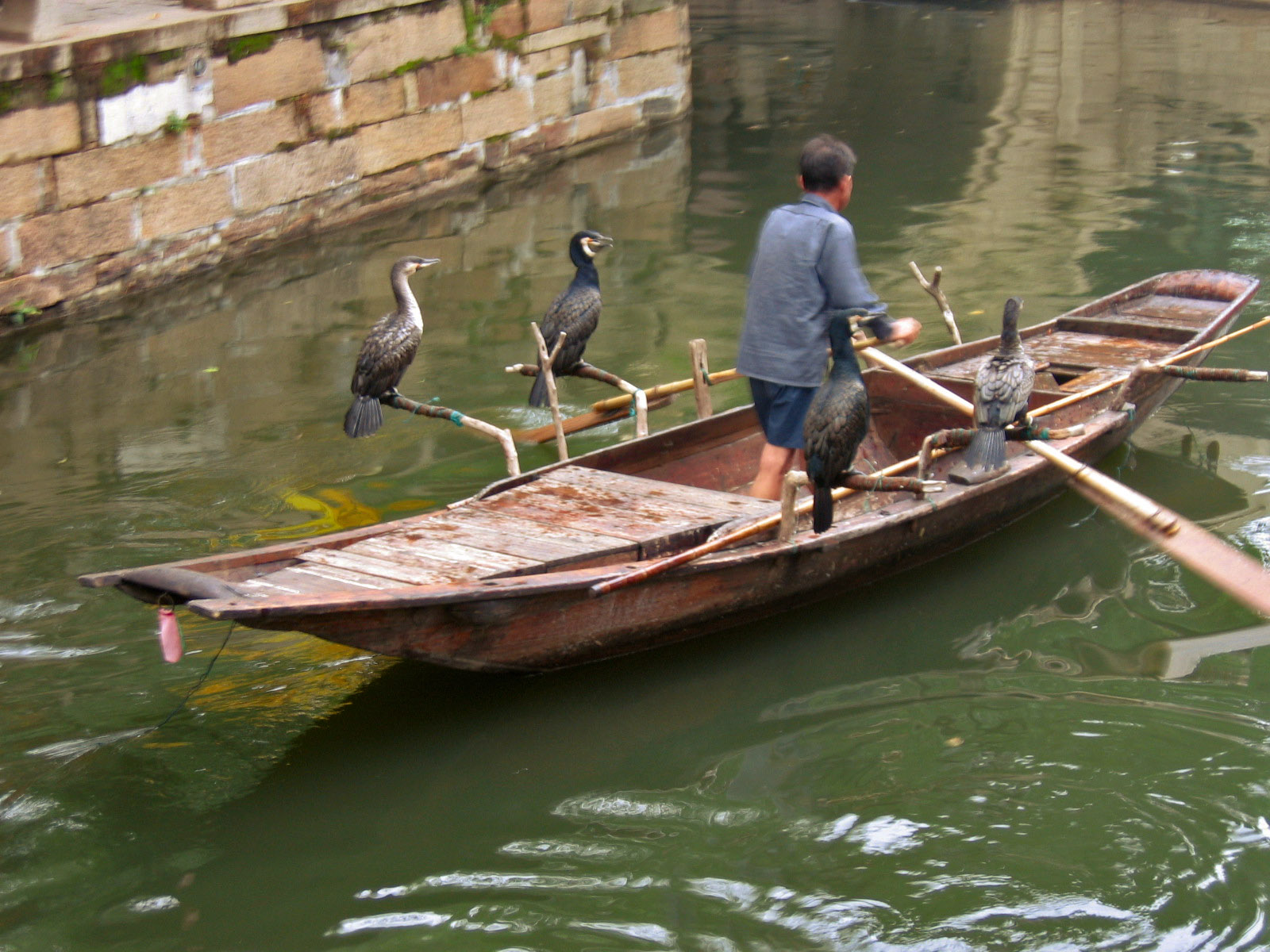
Kines fiskar med skarvar från sin båt

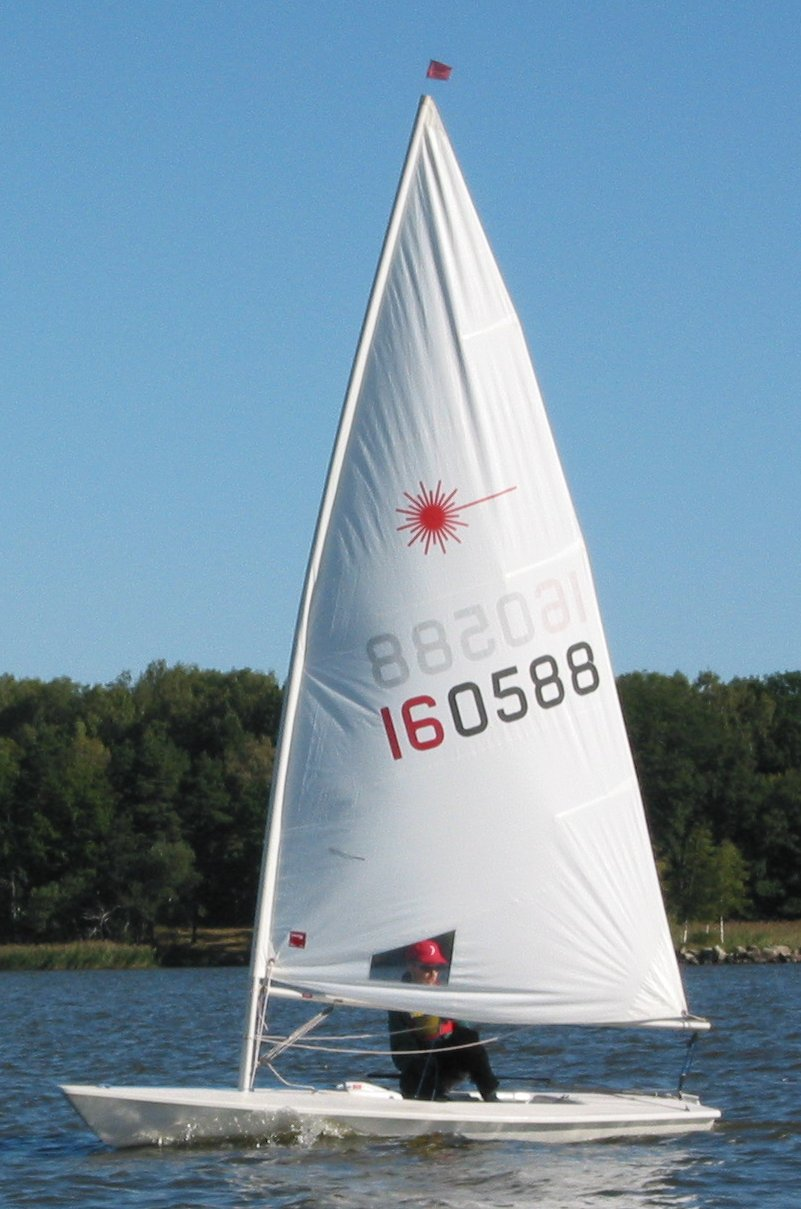
En segelbåt av klassen Laser.

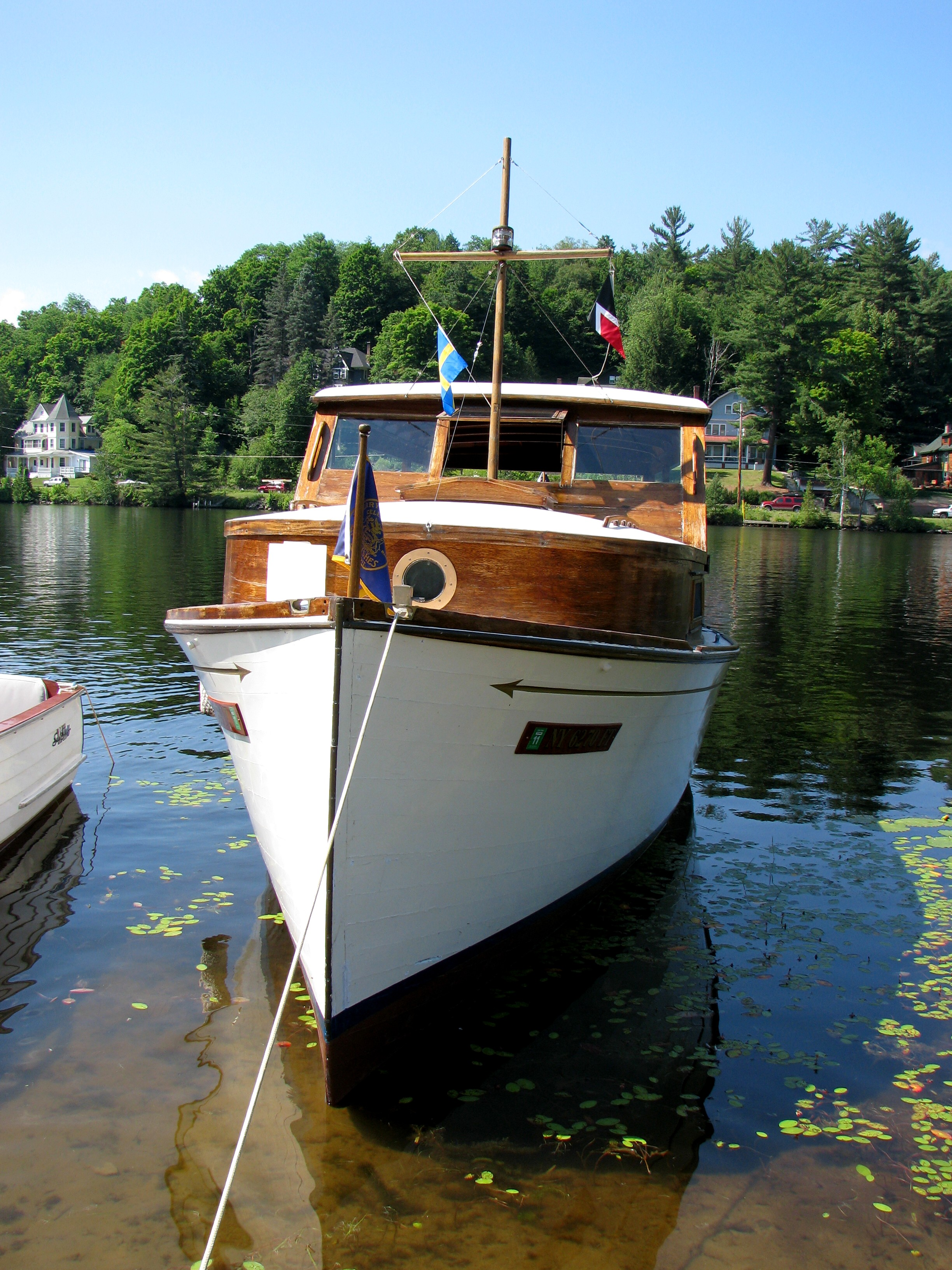
En motorbåt av typen Richardson Croisette från 1929

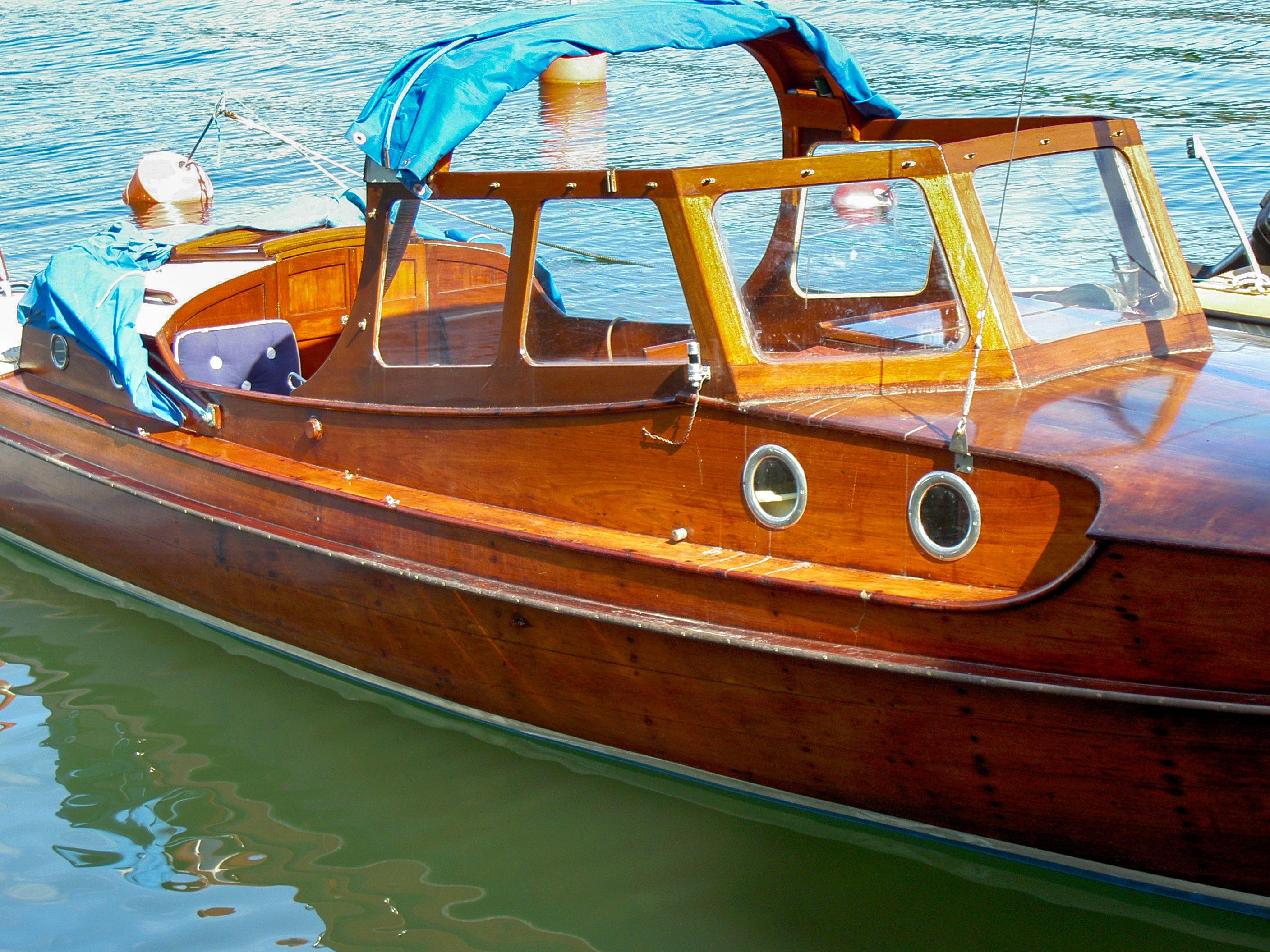
En motorbåt ritad av båtkonstruktören C.G. Pettersson

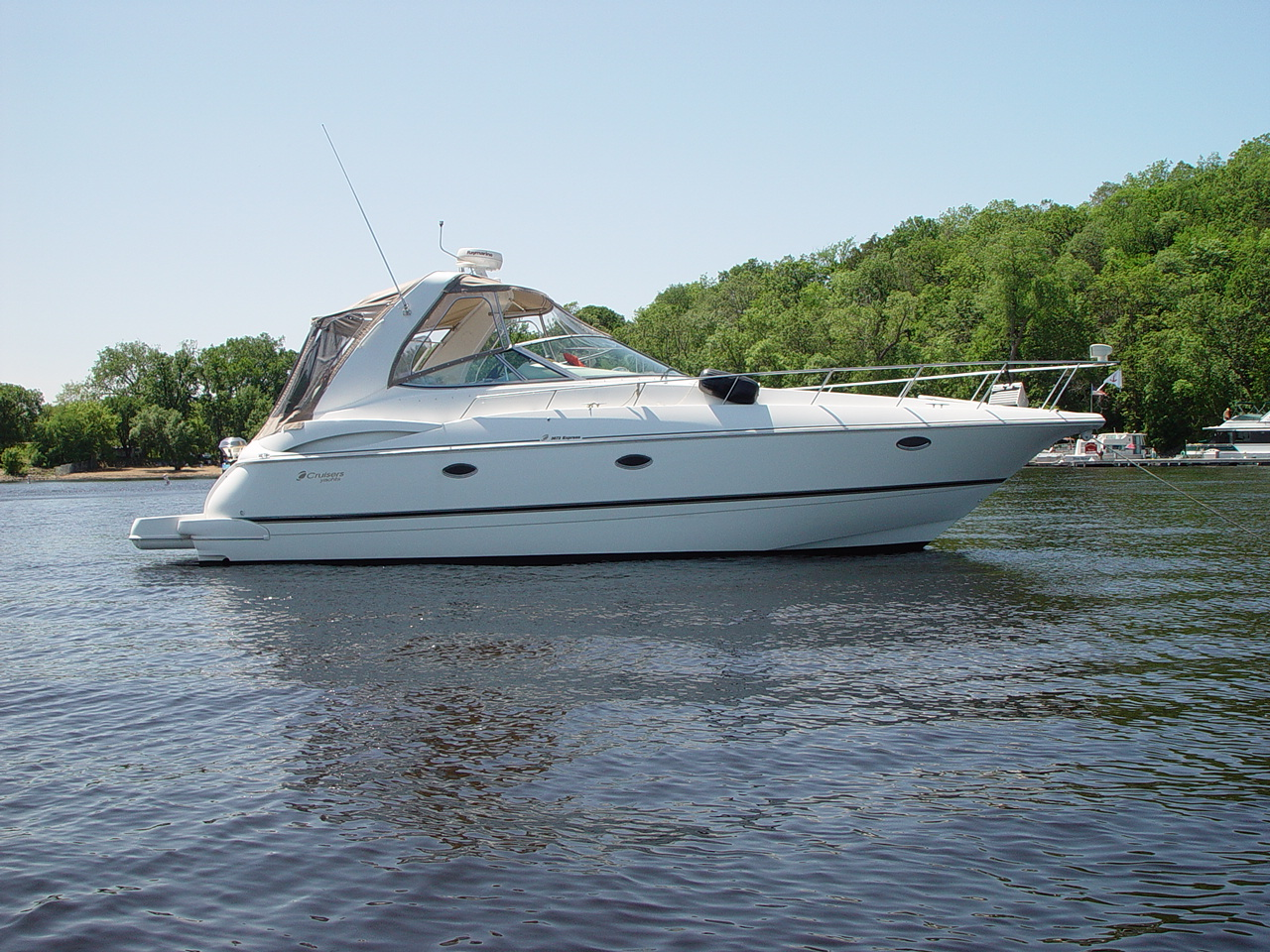
Motorbåt i plast

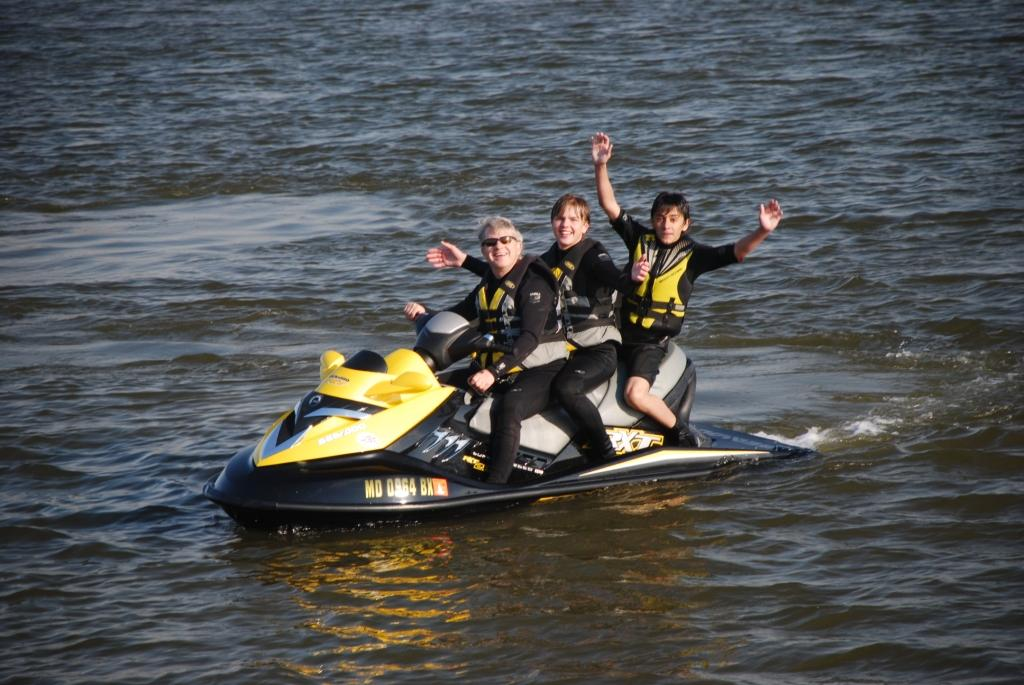
Vattenskoter. Bär normalt 2-3 personer

En båt är en farkost avsedd för färd på vatten. Den drivs fram av paddlar, åror, segel, skovelhjul, propeller eller vattenjet. Paddel och åra drivs oftast av muskelkraft; segel av vinden; skovelhjul, propeller och vattenjet av ångmaskin eller motor.

## Definitioner
I normalt språkbruk används orden båt, skepp och fartyg mer eller mindre som synonymer men i svensk lagtext definieras dessa begrepp. Sedan 2018 är fartyg som är minst 24 meter långa skepp, medan övriga fartyg är båtar. Tidigare var gränsen 12 meter.
Örlogsflottor gör en indelning i fartyg och båtar där de senare saknar inmönstrad besättning.
En båts botten och sidor kallas för skrov, när det är två skrov vid sidan om varandra är det en katamaran, när båten är byggd av tre skrov är det en trimaran. Det finns även båtvarianter med endast ett specifikt utformat skrov, som då kallas surfingbräda. Gemensam benämning för katamaraner, trimaraner och andra fartyg med fler än ett skrov är "flerskrovsbåtar".

## Historik
Båtar med bordläggning är inte den första farkost människan konstruerat för att färdas över vatten, det var säkerligen en flotte, skinnbåt eller en stockbåt. Båtar har funnits mycket länge. När Oceanien och Australien befolkades för åtminstone 40 000 år sedan måste människorna ha tagit sig dit med båt eller flotte. Den äldsta återfunna båten är Pesse-kanoten, en stockbåt som hittades 1955 i Nederländerna. Denna kanot tillverkades cirka 8000 f.Kr. och finns idag på Drents Museum i Assen.

### Skandinavien
Det äldsta båtfyndet i Sverige och kanske norra Europa är en stockbåt som hittades i Fiskeby, Hudiksvalls kommun som är daterad till mellan 700 och 500 f.Kr.. Dessa förekommer i flera utvecklingsländer fram i modern tid. 
En av de äldsta påträffade båtarna i Skandinavien är Hjortspringbåten, en 21 meter lång båt från ett fynd i en mosse på Als (ö), Jylland i Danmark. Hjortspringbåten drevs fram med paddlar och är daterad till tiden 300-400 f.Kr. Den var byggd i klink av träslaget lind och borden i skrovet var sydda med vidjor och bast till varandra. Hampnästoften är ett föremål från en liknande båt från omkring 200-talet f.Kr. i Ångermanland. Ett senare fynd är en klinkbyggd roddbåt från tiden 300-talet e.Kr. som har fått namnet Nydamskeppet efter fyndplatsen. Detta träskepp är ett 23 meter långt, tre meter brett och 3 ton tungt skepp byggt i ek, som var avsett för rodd.
Båtar och skepp finns det flera fynd av under vikingatiden från cirka 700- talet till efter 1000- talet. Fynd har gjorts på flera platser i Skandinavien bland annat vid Roskilde, bevarade på Vikingaskeppsmuseet. I Norge har man påträffat Gokstadsskeppet och flera andra skepp. Från Sverige finns ett stort antal båtfynd, många av mindre storlek. Bland de större kan nämnas Äskekärrskeppet. Fartygen har funnits i flera olika storlekar och var utrustade med råsegel och åror samt styråra. Även dessa var klinkbyggda, vilket var det sätt man byggde båtar på i Skandinavien vid den tiden. Ett fynd från 1000- till 1100- talet är Galtabäcksskeppet. Kalmarbåten är en kustseglare från cirka 1250- talet, det första båtfyndet i Skandinaven utrustat med roder.
Under tidiga medeltiden var det koggen som var den större båten som man färdades med på Östersjön och Nordsjön. Här började man bygga med tekniken kravell som först var en blandning av teknik, kravel och klink. Senare delen av medeltiden byggdes dessa båtar större för att kunna lasta mera, kravell blev den rådande metoden för att kunna bygga dessa större skepp. Byggandet av olika örlogskepp var viktigt, ett av dem är till exempel regalskeppet Vasa. Även de flesta större handelsfartyg var vid den tiden utrustade med kanoner. Träslaget ek blev det viktigaste träslaget för båt och skeppsbyggnad. I Sverige tillhörde landets växande bestånd av ek kronan och det var belagt med hårda straff att avverka ekträd. För allmogens båtar som användes till fiske eller transporter användes till exempel furu eller gran, dessa träslag var fria att använda.
Efter det att man började bygga flottans skepp i stål blev eken tillgänglig för allmogen, i södra Sverige var tillgången god på grund av ekens naturliga utbredning, i norra delen av landet var furu det naturliga träslaget. Fångst av fisk blev en inkomstkälla för människor vid kuster, skärgårdar och insjöar, båtarna blev säkrare och fångstredskapen effektivare, industri och handel började etablera sig, och samhället började få den struktur det har i dag. En del grupper i samhället började få de ekonomiska möjligheterna att unna sig fritid och semester, dessa grupper var i behov av andra båtar än de som användes till fiske och transporter av kustbefolkningen för att komma ut till sommarstället. Det började byggas fritidsbåtar, där de tidiga var lika de ursprungliga allmogebåtarna. Senare lade båtkonstruktörer fram ritningsunderlag för olika motor- eller segelbåtar för att seglas för nöjes skull eller i tävlingssammanhang. Tillverkning av fritidsbåtar i trä som framfördes med segel eller med hjälp av en inom- eller utombordare växte till industrier på många platser runt om i Sverige, och blev även en ny exportvara. Det hantverksmässiga byggandet av träbåtar växte i omfattning fram till mitten av 1960, för att successivt ersättas av producerade båtar byggda i glasfiberarmerad polyester som var mindre arbetsintensiva.

## Båtbyggnad och material
Båtar har historiskt byggts av papyrus, vass och djurhudar. Så småningom lärde sig människan konsten att smida yxor och tillverka sågar och andra handverktyg för att bearbeta skogens träd till båtvirke för båtbyggnad. Bordläggningen till träbåtens skrov har man först sytt ihop, först senare på järnåldern har användningen av smidd spik av järn eller dymlingar blivit vanliga.
Först under 1950-talet började man bygga båtar av polyester där man använder glasfiberväv som armering med en utvändig gelcoat som är ytbehandlingen på de flesta plastbåtar. Till mera extrema båtar för till exempel kappsegling har det senare börjat byggas båtar av epoxi, armerad med kolfiber. Skepp byggda av valsad stålplåt kom till först i mitten på 1800-talet, dessa båtar var byggda av plåtar som lades med överlapp och nitades tillsammans, först senare har båtar eller fartyg byggts med svetsade konstruktioner av stål eller aluminium till skrov, däck med mera. Båtar byggda av olika sorters luft- och vattentät väv blir allt vanligare. Det finns både rena gummibåtar och ribbåtar med ett mjukt skrov tillsammans med ett undre fast skrov. Oftast är dessa båtar kortare än fem meter, men en del undantag finns. Båtar och skepp byggda i armerad betong förekommer också, även om sådana aldrig har varit allmänt förekommande i Europa.

## Flytkraft
En båt flyter på grund av att dess vikt är lika stor som det vatten den tränger undan, i enlighet med Arkimedes princip. Mängden vatten en båt tränger undan kallas för båtens deplacement. Båtens material kan vara tyngre än vatten men det utgör bara båtens skrov och inredning. Inuti är båtens volym huvudsakligen fylld med luft som väger betydligt mindre än vatten. Den centrala egenskapen i sammanhanget är densitet, alltså massa per volym. Det är båtens massa och last som helhet som måste divideras med volymen under vattenlinjen för att avgöra om båten kommer att flyta. Om denna densitet är lika med än densiteten hos vatten, så kommer båten att flyta. Om ytterligare vikt läggs till, så krävs det att volymen under vattenlinjen ökar den också, för att hålla balansen mellan massa och vikt jämn, därför sjunker båten för att kompensera.

## Typer
Ett vanligt sätt att kategorisera båtar baseras på båtens framdrivningsmekanism. Det ger tre huvudgrupper:
- Roddbåtar
- Segelbåtar
- Motorbåtar

Segelbåtar är båtar som framdrivs endast med hjälp av segel och därmed använder sig av vindkraft. Roddbåtar är båtar som drivs med hjälp av åror och mänsklig muskelkraft. Motorbåtar är båtar som drivs mekaniskt med någon form av motor. Motorbåtar inkluderar de båtar som använder sig både av segel och mekanisk drift.

### Typer av båtar
| - Allmogebåt - Skeppsbåt - Bärplansbåt - Dinge - Motorbåt - Motoryacht - Eka - Yawl - Husbåt | - Jolle - Ketch - Kogg - Pråm - Segelbåt - Koster - Kutter - Livbåt - Träskbåt | - Slup - Snipa - Sportbåt - Gummibåt - RIB - Surfingbräda - Roddbåt - Salongsbåt - Äsping | - Stockbåt - Papyrusbåt - Vattenskoter - Torpedbåt (Motortorpedbåt) - Galär - Färja - Vevslup - Katamaran - Kanot/Kajak |

## Segelfartyg
Segelfartyg är fartyg som har segel som första drivkälla.

## Fartyg
Fartyg rent allmänt är ett fartyg som är maskindrivet.

## Framdrivning
De vanligaste sätten för framdrivning av en båt:
- Mänsklig muskelkraft (rodd, paddling, vrickning)
- Vindkraft (segling)
- Propeller
- Skovelhjul
- Vattenjet

## Maskiner för framdrivning
- Inombordsmotor
- Utombordsmotor
- Ångmaskin

### Fotnoter
1. ↑  ”Skeppsbyggnadens historia”. Marinarkeologi. Arkiverad från originalet den 20 april 2016. https://web.archive.org/web/20160420194422/https://www.abc.se/~pa/bld/skepsbyg.htm. Läst 12 april 2016.
2. ↑  ”Båten”. Tekniska museet. 7 december 2021. https://www.tekniskamuseet.se/lar-dig-mer/100-innovationer/baten/. Läst 8 augusti 2023.
3. ↑  ”The Pesse canoe”. Drents Museum. https://drentsmuseum.nl/en/in-the-spotlight-top-exhibits/pesse-canoe. Läst 8 augusti 2023.